# Spiridon Stais
Spiridon Stais (gr. Σπιρίδων Στάης) – grecki strzelec. Brał udział w Letnich Igrzyskach Olimpijskich 1896 w Atenach.
Stais startował w zawodach karabinu wojskowego. Zajął dwunaste miejsce, ex aequo z Eugenem Schmidtem, z wynikiem 845 punktów.